# Oeconomia
Oeconomia ist ein Dokumentarfilm von Carmen Losmann (2020). Er wurde im Februar 2020 im Rahmen der 70. Internationalen Filmfestspiele Berlin in der Sektion Forum uraufgeführt und 2022 mit einem Grimme-Preis ausgezeichnet.

## Handlung
Carmen Losmann interviewt Banker und Volkswirte, entwickelt Grafiken und schneidet dies mit Kommentaren einer Runde kapitalismuskritischer Experten. Ausgangspunkte sind einfache Fragen wie: „Wie entsteht eigentlich Geld?“, und damit verbunden: „Wie entstehen Gewinne? Und warum wachsen die Schulden, wenn die Wirtschaft wächst?“. Schließlich: „Wie kommt es zur Schere von Privatvermögen und Staatsverschuldung?“
Der Film beginnt mit einem Waldbild, das sich als Desktophintergrund eines Computers herausstellt. Es wird ein Grafikprogramm geöffnet, mit dem ein Dreieck von Kreisen gezeichnet wird; sie werden beschriftet mit Wirtschaftswachstum, Verschuldung und Vermögenskonzentration. Carmen Losmann nennt eine Motivation ihres Films: „Seit der Finanzkrise versuche ich, die Phänomene unseres Wirtschaftssystems zu verstehen.“ Das nächste Diagramm zeigt, wie sich (weltweit) zwischen 1950 und 2018 sowohl Wirtschaftsleistung als auch Verschuldung in ähnlichem Ausmaß vervielfacht hätten. Dabei wachse ständig die Ungleichheit in der Vermögensverteilung. Losmann fragt nach dem Zusammenhang, den „Spielregeln des Systems“.
Danach folgt die erste Episode des zweiten filmischen Stilmittels: „Eine Runde kapitalismuskritischer Experten hat Losmann in der Frankfurter Fußgängerzone an einem Tisch platziert und lässt sie ‚Monopoly‘ spielen. Gleichzeitig kommentieren sie die Mechanismen der Finanzwirtschaft wie ein griechischer Chor.“ Gespielt wird allerdings eine Version des Frankfurter „Arbeitskreis Wirtschaft“, bei der die Spieler am Anfang kein Geld zugeteilt bekommen, sondern es erst durch Baukredite erhalten. Das Geld verteilt sich dann im Kreislauf an andere Spieler, die ausführende Firmen repräsentieren. Einer der Experten interpretiert, das Geld entstehe erst mit wirtschaftlicher Aktivität.
Im Folgenden berichtet die Regisseurin von Interesse, auf das ihre Recherchen stoßen, aber auch von Unwillen, Misstrauen, Rücknahme oder Reglementierung von Drehgenehmigungen; Beispiele von ersten (nachgestellten) Telefonaten werden wiedergegeben. Im ersten fragt sie nach dem Motor der Triade. Ihr Gesprächspartner verweist auf den „Maschinenraum des Kapitalismus“, in dem die Banken das Privileg hätten, Geld zu schöpfen, das noch nicht erwirtschaftet wurde. Andere antworten ausweichend auf die Frage, wie Geld entstehe, geben zu, es nicht zu wissen oder sagen, dass diese Frage für ihre Arbeit irrelevant sei.
In den folgenden Szenen wird eine Kreditentscheidung in einem Bankgremium nachgespielt sowie ein Kreditgespräch zwischen dem Geschäftsleiter der Gemeinschaftsbank Basel und einer Kundin. Dazu werden die Einträge in das Buchhaltungsprogramm der Bank gezeigt: Auf der Soll-Seite wird das Kreditkonto der Bank mit dem Kreditbetrag belastet, während auf der Haben-Seite das Guthabenkonto der Kundin erhöht wird. Der Geschäftsleiter erklärt, dass damit die Geldschöpfung in Form einer Bilanzverlängerung, also einer Ausweitung der Bilanzsumme auftritt. Die Bank habe sich dafür „in keiner Weise“ Geld auf einem bestehenden Einlagenkonto beschaffen müssen.
Im weiteren Verlauf des Films werden zustande gekommene Interviews gezeigt, etwa mit Peter Praet, „dem ehemaligen Chefvolkswirt der Europäische Zentralbank, mit Nicolas Peter, dem Finanzchef von BMW, mit Andrew Bosomworth von der Investmentgesellschaft Pimco oder Thomas Mayer, dem ehemaligen Chefvolkswirt der Deutschen Bank.“
Der Film schlussfolgert, dass nicht nur die Zentralbanken Geld „quasi aus dem Nichts“ schaffen würden, sondern auch die Geschäftsbanken, indem sie durch Kreditvergabe ihre Bilanzsumme erhöhen. Wachstum der Geldmenge sei die Voraussetzung für Wirtschaftswachstum, damit Ausdehnung der Produktion und des Ressourcenverbrauchs. Durch die Ausbeutung der Natur würde die Illusion aufrechterhalten, dass stetiges Wachstum weiter möglich sei. „Dadurch nehmen wir wahr, dass wir reicher werden und bilanzieren aber gar nicht, wie wir gleichzeitig durch den Naturverlust ärmer werden.“, meint der Physiker Dag Schulze am runden Tisch.
In einem nachgestellten Telefonat spricht eine Frauenstimme gegen Ende des Filmes: „Aktuell befinden wir uns in einer Art Wettrennen. Wer kollabiert zuerst? Unser Ökosystem Erde oder der Kapitalismus, der ein bislang nie erreichtes Spannungslevel an Vermögen und Verschuldung aufgebaut hat.“ Die Wirtschaftspublizistin Samirah Kenawi schlussfolgert am runden Tisch, es fehle an Wissen und an Alternativen. Man müsse über Alternativen nachdenken.

## Kritik
Martina Knoben wies 2020 in der Süddeutschen Zeitung darauf hin, dass die Finanzkrise 2007 Auslöser für den Film war; sie habe Folgen bis heute. Der Film wolle „Spielregeln eines Systems begreifen, das gerade krachend an die Wand gefahren war“. Da außerdem „Corona gerade die Schulden in ungeahnte Höhen treibt“, sei Oeconomia „brandaktuell“. Geld entstehe quasi aus dem Nichts. „Man erfährt, dass die Wirtschaft wächst, wenn die Geldmenge wächst, und dass ständiges Wachstum die Bedingung ist, damit das alles weiter funktioniert.“
Ulrich Kriest sah in filmdienst.de einen „aufschlussreiche[n] Dokumentarfilm über die Funktionsweisen des Finanzmarktes, bei dem scheinbar simple Fragen an Experten eine angeblich kaum fassbare Materie greifbar machen.“ „Somit richtet sich Losmanns neuestes Werk“, schrieb Michael Gasch auf film-rezensionen.de, „auch an die jüngere Generation, da nicht nur ein Grundverständnis über wirtschaftspolitische Zusammenhänge geschaffen wird, es wird darüber hinaus auch mit falschen Erklärungen über altbackene Systemtheorien aufgeräumt.“
Anke Westphal von epd Film fand: „Dass sich die Finanzwirtschaft nicht nur unsichtbar gemacht hat, sondern sich dem allgemeinen Verstehen gleich ganz entziehen will, ist der eigentliche Skandal. Wie unverbrüchlich hochrangige Protagonisten diesem System verhaftet sind, wie sie ideologisch gefangen sind, wird immer dann deutlich, wenn sie Losmanns Fragen mit Ungläubigkeit begegnen – nach der Devise, dass doch sonnenklar sei, was man nicht erklären kann. Einmal wird die Regisseurin von einem dieser Männer praktisch für dumm erklärt.“
Maximilian Knade geht in seiner Kritik auf moviebreak.de auf die an Desktop-Filme erinnernden Bildschirm-Sequenzen ein: „Im Laufe des Filmes wird immer weiter in den Bildschirm hineingezoomt, wir dringen immer tiefer in die Funktionsweise unserer Ökonomie ein, bis man irgendwann nicht mehr weiter hineinzoomen kann. Der Kern ist erfasst, alles Weitere würde einem Wegdifferenzieren von Problemen oder einem unbeholfenen Umhertänzeln gleichen – und davon wird es in den Interviews noch genügend geben. Die Ästhetik eines Computer-Screens steht darüber hinaus stellvertretend für die Digitalität unseres Geldsystems...“
Mehrfach gelobt wurde die Bildgestaltung durch Dirk Lütter. Falk Straub schrieb auf spielfilm.de: „Die Bedeutung dieser Branche spiegelt sich bereits in den Bildern, die Losmanns Kameramann Dirk Lütter von ihr macht, und in dem Bild, das die Branche nach außen gern selbst von sich abgibt. Die lichtdurchflutenden Bankentürme aus Stahl und Glas vermitteln den Anschein von Transparenz, verschleiern dadurch aber ihre wahre Bedeutung. Sie zementieren Macht. Von seinem Büro aus blickt Thomas Mayer, der ehemalige Chefvolkswirt der Deutschen Bank, auf den Kölner Dom. Ein neues Machtzentrum überragt ein altes. Ganz beiläufig fängt Lütters Kamera auch Obdachlose ein, die vor den Glaspalästen der Fußgängerzonen und der Bankenviertel ihr Nachtlager aufgeschlagen haben.“
Bianka-Isabell Scharmann von Kino-Zeit ging auf den Filmtitel ein: „Wird diese Welt noch so existieren, wenn wir aus der Economy keine Oeconomy machen?“ Auch sie reflektierte über die Darstellung der Architektur im Film: „Oftmals prallt der Blick an glatten Oberflächen ab, er wird zurückgeworfen, die Fenstergitter, die Türme der Banken scheinen undurchdringlich. Man merkt einmal wieder, wie perfekt diese Architektur zu dem passt, was sie versucht, zu verbergen.“
Bert Rebhandl vom österreichischen Standard schloss sich dem Kanon der lobenden Stimmen nicht an und schrieb, Losmann gehe „selbst so verbissen auf ihr implizites Theorem los, dass das zunehmend stärkere Verschuldungssystem des heutigen Kapitalismus ausweglos in die Krise führen muss, dass wichtige Dinge ausgespart bleiben. Am meisten verblüfft an Oeconomia, wie unhistorisch Losmann denkt. Man muss ja nicht gleich mit Marx von ursprünglichen Akkumulationen sprechen, aber Profite haben nicht nur mit Schulden zu tun, sondern auch mit Ausbeutungen – und Innovationen.“
Die Deutsche Film- und Medienbewertung FBW in Wiesbaden verlieh dem Film das Prädikat besonders wertvoll.

## Auszeichnungen
Oeconomia erhielt 2022 einen Grimme-Preis in der Kategorie Information & Kultur.